# Егинсай
Егинсай — село в Соль-Илецком городском округе Оренбургской области на территории бывшего Первомайского сельсовета Соль-Илецкого района.

## География
Находится на расстоянии примерно 21 километр по прямой на юг-юго-восток от окружного центра города Соль-Илецк.

## Климат
Климат континентальный с холодной часто малоснежной зимой и жарким, сухим летом. Средняя зимняя температура −15,8 °C; Средняя летняя температура +21,2 °C. Абсолютный минимум температур −44 °C. Абсолютный максимум температур +42 °C. Среднегодовое количество осадков составляет 320 мм.

## История
«Егинсай» в переводе с казахского языка означает: хлебное поле по берегам балки. Аул Егинсай был основан где-то в конце 19-го века в Хобдинской волости Актюбинского уезда. В 1931-32 году в ауле был организован колхоз «Егинсай», который просуществовал до 1993 года.
По некоторым данным, деревня основана семьей Молчановых . Семья состояла из пяти братьев с их жёнами и дедушки с бабушкой .

## Население
Постоянное население составляло 467 человек в 2002 году (82 % казахи), 300 в 2010 году.